# 君士坦丁·杜卡斯 (共治皇帝)
君士坦丁·杜卡斯（希臘語：Κωνσταντίνος Δούκας；1074年晚期—约1095年）自1074年至1078年、1081年至1087年为拜占庭帝国共治皇帝。君士坦丁生于1074年晚期，父母分别是皇帝米哈伊尔七世与皇后阿兰尼亚的玛利亚，同年获晋升为共治皇帝。君士坦丁自此担任共治皇帝，直至1078年尼基弗魯斯三世·博坦内亚特斯取代米哈伊尔七世时结束。君士坦丁在尼基弗魯斯三世治下未能成为共治皇帝，致使他与狡诈者罗贝尔的女儿奥林匹亚斯的婚约破裂，狡诈者罗贝尔以此为借口入侵拜占庭帝国。1081年，约翰·杜卡斯迫使尼基弗魯斯逊位给阿莱克修斯一世·科穆宁，未几，阿莱克修斯晋升君士坦丁为共治皇帝。君士坦丁自此再度担任共治皇帝，直至1087年阿莱克修斯生子约翰·科穆宁后，他的共治皇帝生涯终结。君士坦丁约在1095年去世。

## 生平
君士坦丁生于1074年晚期，由罗马人的皇帝米哈伊尔七世与其妻阿兰尼亚的玛利亚所生，他出生在父亲在位时期，因而是生于紫室者。1074年，米哈伊尔七世晋升君士坦丁为共治皇帝。君士坦丁出生后不久，即1074年8月，便与诺曼人西西里公爵狡诈者罗贝尔之女奥林匹亚斯订婚。1078年，米哈伊尔退位，这一婚约取消，玛丽亚和君士坦丁退职至佩特里昂修道院。米哈伊尔退位后，尼基弗魯斯三世·博坦内亚特斯在米哈伊尔的叔父约翰·杜卡斯敦促下掌权，玛利亚与尼基弗魯斯三世成婚，但未能说服他把君士坦丁晋升为共治皇帝，从而打破了君士坦丁与奥林匹亚斯的婚约。因此，狡诈者罗贝尔以婚约破裂为借口，入侵罗马帝国。
为抵抗入侵，阿莱克修斯一世·科穆宁被派往击退由狡诈者率领的诺曼军队。约翰·杜卡斯此前曾敦促尼基弗魯斯夺权，此时却密谋反对尼基弗魯斯，企图推翻他，以阿莱克修斯取而代之。尼基弗魯斯无法与塞尔柱人或尼基弗鲁斯·梅里森努斯结盟，被迫于1081年逊位与阿莱克修斯。1081年，阿莱克修斯登上皇位，晋升君士坦丁为共治皇帝，1083年，他的女儿安娜·科穆宁娜出生后不久便与君士坦丁订婚。然而，1087年，在阿莱克修斯与伊琳娜·杜卡伊娜生下约翰·科穆宁后不久，约翰便取代君士坦丁成为共治皇帝和皇位继承人。君士坦丁约在1095年去世。

## 画像
人们认为君士坦丁·杜卡斯被雕刻在匈牙利圣冠上，这顶王冠由君士坦丁的父亲米哈伊尔七世送给匈牙利国王盖萨一世，君士坦丁的画像雕刻在国王盖萨一世和米哈伊尔七世的画像旁边；尽管这副画像可能描绘的是君士坦提乌斯·杜卡斯。

### 引证
1. ↑  Hill 2014，第218頁.
2. ↑  ODB，"Doukas, Constantine" (C. M. Brand), pp. 657–658.
3. ↑  Hill 2014，第33頁.
4. ↑  Buckley 2014，第68頁.
5. ↑  Finlay 1844，第57頁.
6. ↑  Norwich 1996，第3頁.
7. ↑  Neville 2012，第53頁.
8. ↑  Norwich 1996，第15頁.
9. ↑  Finlay 1844，第60頁.
10. ↑  ODB，"Nikephoros III Botaneiates" (C. M. Brand, A. Cutler), p. 1479.
11. 1 2  Buckley 2014，第30頁.
12. ↑  Hill 2014，第219頁.
13. ↑  Classen 2013，第271頁.
14. ↑  Pevny 2000，第100頁.
15. ↑  Kaldellis 2017，第262頁.